# Oqaatsut
Oqaatsut (en holandés: Rodebay, antiguamente Oqaitsut) es un asentamiento en la municipalidad de Qaasuitsup, en Groenlandia occidental. Su población en 2008 era de 52. Se localiza aproximadamente en 69°21′N 51°01′O / 69.350, -51.017, sobre una península frente a los icebergs de la bahía de Disko.
Oqaatsut en groenlandés significa 'los cormoranes'. Este asentamiento servía originalmente como centro de intercambio por marinos balleneros holandeses en el siglo XVIII, que llamaron al lugar Rodebay; aún hoy siguen en uso la tonelería, el almacén y la casa del sebero.